# Needy
Needy (más néven Hardscrabble) az Amerikai Egyesült Államok Oregon államának Clackamas megyéjében elhelyezkedő önkormányzat nélküli település.
James H. Brents valószínűleg szegénységéről nevezte el. Az 1885. február 16-a és 1903. szeptember 19-e között működő posta vezetője John M. Bacon volt.

## Fordítás
- Ez a szócikk részben vagy egészben  a   Needy, Oregon című angol Wikipédia-szócikk ezen változatának fordításán alapul.  Az eredeti cikk szerkesztőit annak laptörténete sorolja fel. Ez a jelzés csupán a megfogalmazás eredetét és a szerzői jogokat jelzi, nem szolgál a cikkben szereplő információk forrásmegjelöléseként.